# Switłohirśke (obwód dniepropetrowski)
Switłohirśke (ukr. Світлогірське) – wieś na Ukrainie, w obwodzie dniepropetrowskim, w rejonie kamjańskim, w hromadzie Krynyczky. W 2001 liczyła 1801 mieszkańców, spośród których 1729 wskazało jako ojczysty język ukraiński, 65 rosyjski, 3 białoruski, a 4 ormiański.